# Rezerwat przyrody Sterczów-Ścianka
Rezerwat przyrody „Sterczów-Ścianka” – stepowy rezerwat przyrody w gminie Racławice, w powiecie miechowskim (województwo małopolskie). Leży na terenie leśnictwa Klonów w Nadleśnictwie Miechów.
Rezerwat położony jest na Wyżynie Miechowskiej, w pobliżu miejscowości Klonów. Zajmuje strome zbocze opadające w kierunku południowo-zachodnim, przecięte płytkim parowem.
Został utworzony na podstawie Zarządzenia Ministra Leśnictwa z dnia 19 lutego 1955 roku. Zajmuje powierzchnię 6,27 ha (akt powołujący podawał 3,04 ha). Celem ochrony jest zachowanie ze względów naukowych i dydaktycznych stanowiska roślinności stepowej występującej w zespole naturalnym na południowym zboczu leśnego jaru.
Jest to rezerwat stepowy, występuje tu obficie obuwik pospolity. W rezerwacie rosną liczne gatunki roślin naczyniowych chronionych prawnie oraz zagrożonych w Polsce. Wśród zarośli kserotermicznych znajdują się płaty muraw z zespołem omanu wąskolistnego. Na stromych zboczach położone są bogate stanowiska storczykowatych. Podłoże budują margle i wapienie kredowe, pokryte glebami rędzinowymi.
Rezerwat leży w granicach obszaru sieci Natura 2000 „Sterczów-Ścianka” PLH120015 oraz Obszaru Chronionego Krajobrazu Wyżyny Miechowskiej.